# NGC 4909
NGC 4909 é uma galáxia espiral (Sa) localizada na direcção da constelação de Centaurus. Possui uma declinação de -42° 46' 18" e uma ascensão recta de 13 horas, 02 minutos e 01,7 segundos.
A galáxia NGC 4909 foi descoberta em 5 de Junho de 1834 por John Herschel.